# No Woman's Land
Albums de Mama Béa
Violemment la tendresse
(1988) Ma compilation
(1994)
No Woman's Land est le douzième album de Mama Béa, paru en 1991.

## Historique
Cet album, a été enregistré au studio Plateforme 1991 sauf  Les Anarchistes enregistré en public en 1987 aux Francofolies de La Rochelle et De la main gauche enregistré en public en 1987 au Théâtre de la Ville de Paris.
Mama Béa a écrit les textes de 8 chansons de l'album, et a composé les musiques de 7 titres. Robert Baccherini a composé les musiques de 2 titres.
Le texte de la chanson 1692 est dit d'auteur inconnu (sur la pochette) et trouvé dans une église de Baltimore. Il s'agit en fait du poème Desiderata écrit par Max Ehrmann en 1927.
Deux reprises figurent sur l'album : Les Anarchistes (Léo Ferré) et De la main gauche (Danielle Messia / Jean Fredenucci). Il inclut également deux hommages : l'un à Romy Schneider (Romy), l'autre à Francis Cabrel (Tu chantais "Je l'aime à mourir").

## Liste des chansons
| No  | Titre                          | Auteur             | Compositeur                       | Durée |
| --- | ------------------------------ | ------------------ | --------------------------------- | ----- |
| 1.  | Hannah                         | Mama Béa Tekielski | Mama Béa Tekielski                | 3:57  |
| 2.  | No Woman's Land                | Mama Béa Tekielski | Robert Baccherini                 | 6:33  |
| 3.  | Romy                           | Mama Béa Tekielski | Mama Béa Tekielski                | 3:54  |
| 4.  | Camille                        | Mama Béa Tekielski | Mama Béa Tekielski                | 4:11  |
| 5.  | Les Cheveux d'argent           | Mama Béa Tekielski | Mama Béa Tekielski                | 3:12  |
| 6.  | Tu chantais Je l'aime à mourir | Mama Béa Tekielski | Mama Béa Tekielski                | 3:54  |
| 7.  | Maman j'ai peur                | Mama Béa Tekielski | Mama Béa Tekielski                | 2:59  |
| 8.  | Arthur                         | Mama Béa Tekielski | Mama Béa Tekielski                | 5:08  |
| 9.  | 1692                           | auteur inconnu     | Robert Baccherini                 | 2:44  |
| 10. | Les Anarchistes                | Léo Ferré          | Léo Ferré                         | 2:56  |
| 11. | De la main gauche              | Danielle Messia    | Danielle Messia / Jean Fredenucci | 5:15  |

## Personnel

### Musiciens
- Mama Béa Tekielski : voix, guitare
- Robert Baccherini : guitares, claviers, arrangements
- John Nerris: batterie, percussions
- Nigel Mc Dowell : basses
- Be-Bop : harmonica

### Autres
- Robert Baccherini : réalisation
- Philippe Valdès et Stéphane Sabakian : prise de son et mixage
- Philippe Beneytout : assistant
- Philippe Bruguière : sound tools
- Jean-Nicolas Cornelius[4]: tableaux de l'illustration
- L'Arbre à lettres : réalisation pochette